# Иловайский, Иван Григорьевич
Иван Григорьевич Иловайский (1831 — 1883) — крупный землевладелец Области Войска Донского; горнопромышленник и меценат. Один из инициаторов создания Совета Съезда горнопромышленников Юга России.

## Биография
Происходил из старинного донского дворянского рода Иловайских. Сын генерала Григория Дмитриевича Иловайского. 
Окончил Школу гвардейских прапорщиков и кавалерийских юнкеров. 13 июня 1848 произведен в корнеты , 25 июня того же года переведен в лейб-гвардии Атаманский полк. 8 апреля 1851 получил чин поручика. 28 мая 1855 переведен в полк Ульянова № 42. Был участником Крымской войны 1853—1856 годов в действующих боях за Крым и Севастополь. За отличие в деле 4 октября 1855 награжден чином есаула.
С 1860-х годов активно занимался предпринимательской деятельностью. Основал вместе с братом Дмитрием Григорьевичем на своих землях Макеевский каменноугольный рудник (1859—1870), в который входило семь шахт.
Построил механический завод (1866 г.) в слободе Зуевке. В 1874 году Иван Иловайский закупил в Великобритании 3 паровые машины и начал техническую реконструкцию рудника, добавляя к ней ещё одну шахту. Позже завод переведён в Макеевку.
Он стал первым предпринимателем в России, оборудовавшим паровыми машинами и другими средствами механизации 5 шахт своего рудника. В конце 1870-х годах познакомился с инженером А. Н. Глебовым, ставшим управляющим, а впоследствии — совладельцем Макеевского угольного рудника. В 1882 году соединил шахты железнодорожной веткой протяженностью 14,5 верст (15,5 км) со станцией Харцызск. В 1887 г. угледобыча в шахтах Иловайского составила 10 млн пудов (160 000 т) угля (19,1 % всей добычи угля на Дону в 1890 г.).
В 1895 году рудники Иловайского и Глебова были проданы Русскому Донецкому обществу каменноугольной и заводской промышленности. Макеевский рудник Русско-Донецкого общества (бывш. наследников Иловайских) в 1895 году имел 865 рабочих, мощность паровых машин составляла 249 лошадиных сил, добыча угля — 20 078 769 пудов (322 000 т).
В имении Иловайского, Зуевке был открыт им конный завод (где разводили племенных лошадей, участвовавших в скачках), а также винокуренный завод; в имение входили также обширные пахотные земли. Имение перешло по наследству Владимиру Ивановичу Иловайскому (1879—1956, Брюссель), унаследовавшему 13 тыс. десятин земли.
Занимался построением и инспектированием приходских школ и училищ в Миусской округе.
Был женат на Екатерине Васильевне Яновой; в браке было рождено девять детей. Дочь Зинаида была замужем за профессором Московского университета, а позже — коллаборационистом Д. П. Кончаловским. Сын,  Владимир Иванович Иловайский, стал продолжателем работы на шахтах и рудниках отца. В конце XIX века наследники Иловайского продали свои земли разным лицам, всего — 38 535 десятин земли (56 261 гектар или 560 кв. км.).
Сын — Иловайский, Давид Иванович, палеонтолог.
И. Г. Иловайский похоронен на кладбище при подземной церкви пр. Антония и Феодосия Святогорской усыпальницы рода Иловайских.